# 黄辉球
黄辉球（1956年—），广东龙川人，汉族，中华人民共和国政治人物、第十一届全国人民代表大会广东地区代表。
毕业于澳门科技大学工商管理硕士班工商管理专业，是中共党员。担任广东惠州九惠制药股份有限公司董事长。2008年起担任全国人大代表。

## 人大發言
2009年3月在全國人大批評“一個蘋果能榨出5扎蘋果汁,一個西瓜能榨出20多扎西瓜汁,這樣的鮮榨果汁你敢喝嗎?事實上就是添加劑！”。